# يانغ هاو (غطاس)
يانغ هاو (بالصينية: 杨昊) هو غطاس صيني، ولد في 3 فبراير 1998 في Shiping County ‏ في الصين.

## وصلات خارجية
- يانغ هاو على موقع الاتحاد الدولي للسباحة (الإنجليزية)
- يانغ هاو على موقع قاعدة بيانات الغوص IAT (الألمانية)
- يانغ هاو على موقع اللجنة الأولمبية الدولية (الإنجليزية)
- يانغ هاو على موقع أوليمبيديا (الإنجليزية)